# Toren van Bourgondië
De Toren van Bourgondië was een kasteel in de Nederlandse stad Sluis, provincie Zeeland. 

## Naamgeving
Het kasteel is genoemd naar zijn bouwheer Jan zonder Vrees, hertog van Bourgondië. Het kasteel werd ook wel ‘klein kasteel’ genoemd, als tegenhanger van het aan de overzijde van het Zwin gelegen Kasteel van Sluis, dat als ‘groot kasteel’ bekend stond.

## Geschiedenis
De Toren is rond 1405 gebouwd door de Bourgondische hertog Jan zonder Vrees in het schorrengebied op de westelijke oever van het Zwin. Aanleiding voor de bouw van de Toren was de belegering van Sluis eerder dat jaar door een Engels leger. Tussen de Toren en het op de oostelijke oever gelegen Kasteel van Sluis kon voortaan een ketting worden gespannen om het Zwin af te sluiten voor vijandelijke schepen. In de loop van de 15e eeuw verzandde het Zwin echter, waardoor rond 1486 de paalwerken waartussen de ketting werd gespannen, weer werden weggehaald.
Al in 1514 was de Toren in verval geraakt. De Sint-Felixvloed van 1530 bracht verdere schade toe. Voor de stadsverdediging was het middeleeuwse kasteel sowieso al niet meer geschikt vanwege de toegenomen vuurkracht van de kanonnen. In 1537 werden de restanten van de Toren gesloopt.
Op de plek van het voormalige kasteel werd in de jaren 1579-1587 het hoornwerk Kleinpasfort gebouwd.
In 2002 vond archeologisch onderzoek plaats waarbij het kasteel in kaart is gebracht.

## Beschrijving
Het kasteel was een op bakstenen gefundeerde rechthoekige toren van 40 bij 40 meter. Aan de noordzijde van de toren was mogelijk een aanbouw geplaatst van 10 bij 30 meter. Er waren 50 meter lange en 10 meter brede halfronde bastions gebouwd aan de noordoost- en zuidwestzijde die waarschijnlijk dienden als waterkeringen. Om het kasteel heen heeft vermoedelijk een gracht gelegen.
De funderingen zijn in de ondergrond bewaard gebleven.
Aldegonde · Kasteel van Axel · Baarland · Baarsdorp · Barbestein · Biervliet · Bieweg · Blodenburg · Huis der Boede · Brijdorpe · Bruëlis · 't Burchtje · Burggravensteen · Buttinge · Coxijde · Crayenstein · Duinbeek · Duivelsberg · Ellewoutsdijk · Filippenburg · Geersdijk · Gistellis · Gravenhof · Slot Haamstede · Kasteel Hellenburg · Herkestein · Heuvelsweg · Hoge Huis · Ter Hooge · Hoogkamer · Kats · Kind van Trente · Kleverskerke · Kortgene · Kreke · Kruiningen · Laterdale · Lodijke · Maalstede (Hulst) · Maalstede (Kapelle) · Magdalon · Hof Ter Moere · Moermond · Te Mortiere · Muiden · Hof ter Nisse (Nisse) · Hof ter Nisse (Ossenisse) · Oostende · Oostende (Goes) · Oosterstein · Poelvoorde · Poortvliet · Popkensburg · De Pottere · Poucques · Pronkenburg · Ravenstein · Saeftingher Slot · Kasteel van Sint-Maartensdijk · Schengen · Sluis · Smallegange · Stavenisse · Tolhuis van Iersekeroord · Huus ter Tolne · Torenberg · Torenhoeve · Toren van Bourgondië · Troye · Valkenisse · Vinninghen · Vlissingen · Voorhoute · Waarde · Watervliet · Weldamme · Welland · Huis te Werf · Te Werve · Westenschouwen · Westhove · Westkerke · Windenburg · Zandenburg · Zwanenburg